# Евсино (деревня, Новосибирская область)
Евсино — деревня в Искитимском районе Новосибирской области. Входит в состав Шибковского сельсовета.

## География
Площадь деревни — 165 гектаров.
В 1910—1912 гг. на берегах р. Шипунихи началось строительство переселенческого Евсинского посёлка Легостаевской волости Барнаульского уезда Томской губернии. Возведение посёлка было связано со строительством железной дороги Новониколаевск — Верный (Новосибирск — Алма-Ата). Эта дорога должна была соединить Сибирь и Среднюю Азию.
В 1913 году вблизи деревни Евсино был построен железнодорожный вокзал и основана железнодорожная станция Евсино.
Название было взято от близлежащей деревни. Первая школа на станции Евсино была основана в 1924 году.

## Население
| 2002 | 2007 | 2010 |
| ---- | ---- | ---- |
| 627  | ↗727 | ↘602 |

## Инфраструктура
В деревне по данным 2023 года функционируют 2 учреждения здравоохранения и 3 образовательных учреждения. В деревне Евсино также имеется библиотека и клуб.
Инфраструктура водоснабжения в деревне представляет собой разветвлённый водопровод и две водонапорные башни (холодное водоснабжение).